# San Fernando (Camarines Sur)
San Fernando ist eine philippinische Stadtgemeinde in der Provinz Camarines Sur. Sie hat 35.258 Einwohner (Zensus 1. August 2015).

## Baranggays
San Fernando ist administrativ in 22 Baranggays unterteilt:
| - Alianza - Beberon - Bical - Bocal - Bonifacio (Pob.) - Buenavista (Pob.) - Calascagas - Cotmo - Daculang Tubig - Del Pilar (Pob.) - Gñaran | - Grijalvo - Lupi - Maragñi - Pamukid - Pinamasagan - Pipian - Planza - Rizal (Pob.) - San Joaquin - Santa Cruz - Tagpocol |